# Eugeniusz Fryderyk Wirtemberski
Eugeniusz Fryderyk Franciszek Henryk Wirtemberski (niem. Eugen Friedrich Heinrich von Württemberg, ur. 21 listopada 1758 w Schwedt, zm. 20 czerwca 1822 w Meiningen) – książę Wirtembergii.
Syn księcia Fryderyka Eugeniusza i Zofii Doroty. Dowódca regimentu huzarów z Oleśnicy, gubernator twierdzy w Głogowie. W 1792 roku objął władzę w posiadłości zmarłego bezpotomnie księcia oleśnickiego, Karola Wirtemberskiego – Carlsruhe (obecnie – Pokój). Wybudował tam bibliotekę, pałac letni. Na jego dworze pracował Carl Maria von Weber (wrzesień 1806 – luty 1807).
21 stycznia 1787 roku ożenił się z księżniczką Luizą Stolberg-Gedern. Para miała pięcioro dzieci:
- Eugeniusz (1788-1857)
- Luiza (1789-1851)
- Fryderyk (1790-1795)
- Karol (1792-1797)
- Paweł (1797-1860)